# 11853 Runge
11853 Runge eller 1988 RV1 är en asteroid i huvudbältet som upptäcktes den 7 september 1988 av den tyske astronomen Freimut Börngen vid Tautenburg-observatoriet. Den är uppkallad efter den tyske målaren Philipp Otto Runge.